# Templo de Pashupatinath
O Templo de Pashupatinath (em nepali: पशुपतिनाथको मन्दिर) ou Pashupati é um complexo religioso e um dos santuários dedicados ao deus hindu Xiva mais reverenciados do mundo. O templo, situado em ambas margens do rio Bagmati (sagrado para os hindus), na parte oriental de Catmandu, Nepal, é dedicado à divindade nacional, Pashupati (ou Shree Pashupatinath; em nepalês e hindi: श्री पशुपतिनाथ), o avatar de Xiva como Senhor dos Animais, e faz parte do sítio "Vale de Catmandu", inscrito na lista do Património Mundial da UNESCO desde 1979.
O templo é um dos 275 Paadal Petra Sthalams (Abóbadas Sagradas de Xiva). A Samhita Kotirudra, relata na Xiva Purana, no capítulo XI, acerca dos "Shivalingas do norte" que o Shivalingam de Pashupatinath é o melhor na concessão de desejos. No quem não tivesse nascido hindu não era autorizado a entrar no recinto do templo propriamente dito, podendo apenas admirá-lo da margem esquerda do Bagmati, que também faz parte do complexo. Essas normas foram relaxadas nos últimos anos devido à ocorrência de muitos incidentes.
Uma das principais celebrações no templo é o festival Maha Shivaratri, durante o qual mais de 700 000 devotos acorrem ao complexo diariamente.

## Lendas da origem do templo
O Templo de Pashupatinath é o templo hindu mais antigo de Catmandu. Não se sabe ao certo quando foi construído, embora uma tradição fale do século III a.C. e algumas fontes falem no início do século V d.C.[carece de fontes?] Nas casas-pagode ricamente decoradas guarda-se o lingam sagrado, o símbolo santo do Senhor Xiva. Segundo o Nepalamahatmya e o Himvatkhanda, a divindade a que é consagrado adquiriu grande fama como Pashupati, o Senhor de todos os Pashus, ou seja, de todos os seres vivos e não vivos. A criação do templo é descrita por muitas lendas.

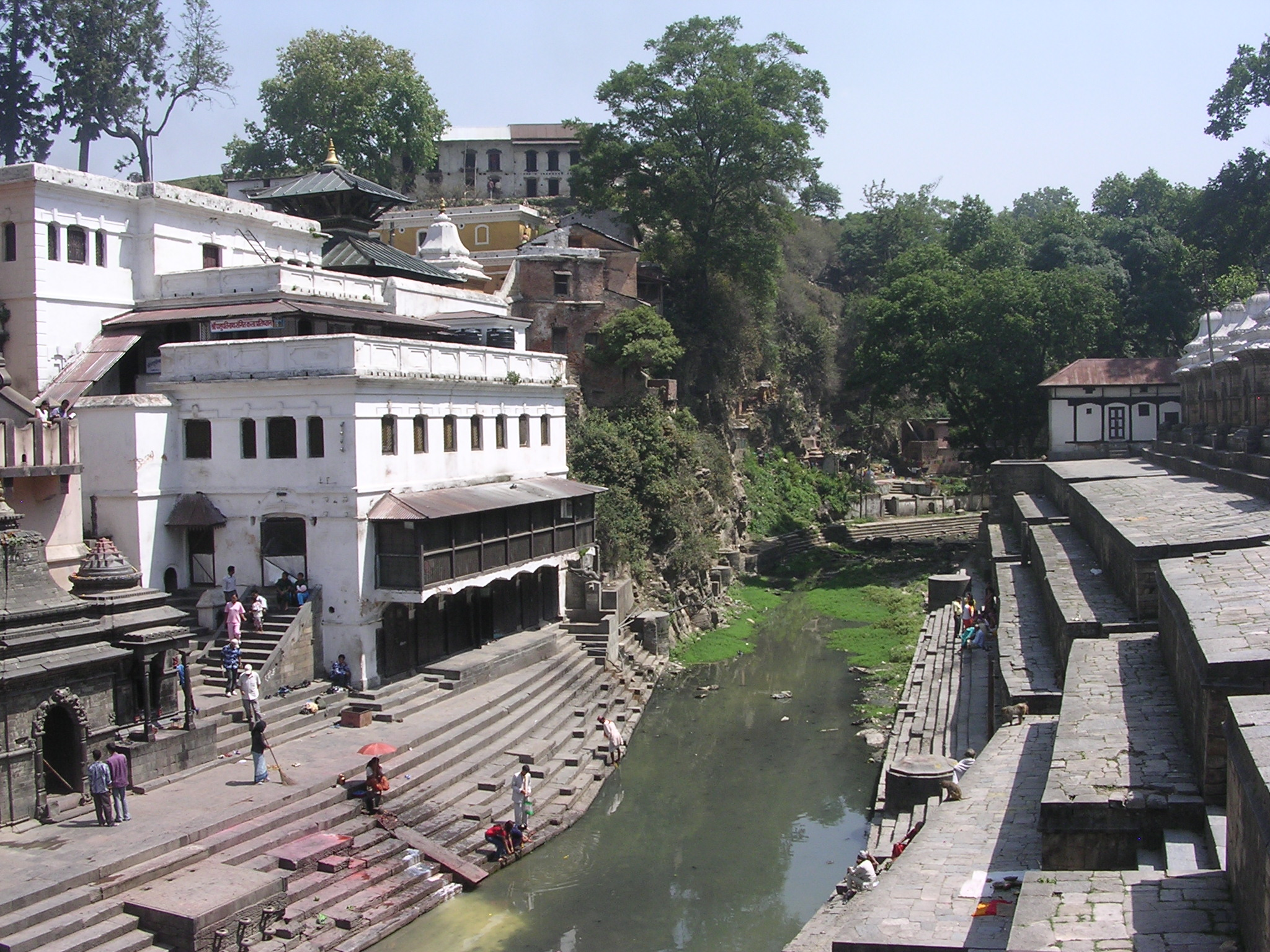
Vista de sul para norte do rio Bagmati ao lado do templo principal (situado à esquerda, fora da imagem)

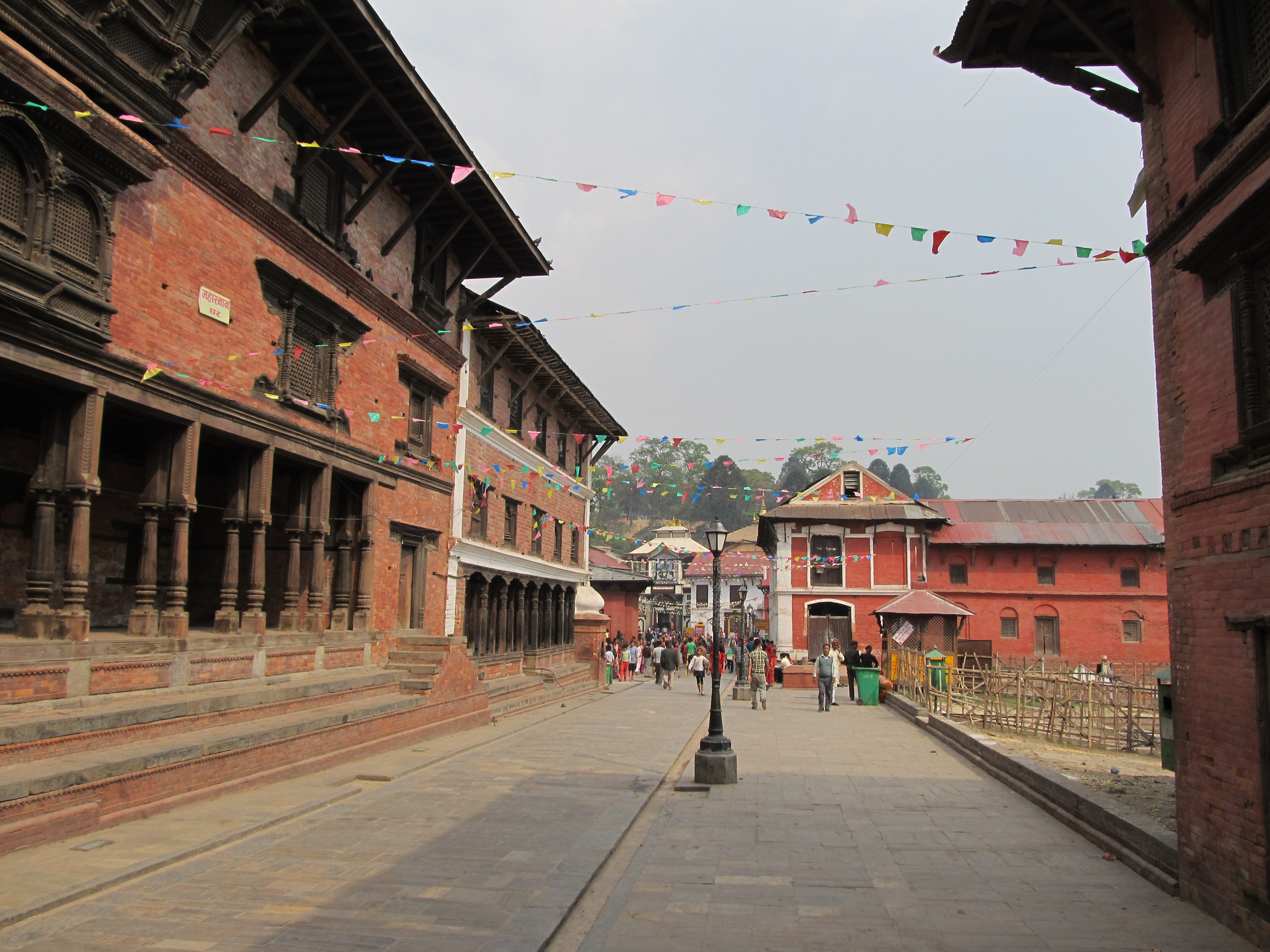
Recinto do templo desde a entrada noroeste

### Lenda do veado
Xiva e a sua esposa Parvati passaram ao vale de Catmandu e descansaram junto ao rio Bagmati quando estavam em viagem. Xiva ficou tão impressionado pela beleza do local e pela floresta em volta que ele e Parvati se transformaram em veados e foram para dentro da floresta. Há muitos locais no vale de Catmandu identificados como sítios onde Xiva esteve durante o tempo em que assumiu a forma de veado. Depois de algum tempo, as pessoas e os deuses começaram a procurar Xiva. Finalmente encontraram-no na floresta, depois de várias peripécias, mas ele recusou-se a sair dali. Seguiram-se mais peripécias, mas Xiva acabou por anunciar que, por ter vivido junto ao Bagmati na forma de veado, ele passaria a ser conhecido como Pashupatinath, o senhor de todos os animais. Diz-se que quem quer que ali fosse e contemplasse o lingam que ali apareceu não voltaria a reencarnar como um animal.[carece de fontes?]
Uma versão desta lenda é contada no Nepalamahatmya e no Himvatkhanda — Xiva fugiu de Varanasi e dos outros deuses e foram para Mrigasthali, a floresta do outro lado do rio Bagmati. Ali adormeceu com a sua consorte Parvati na forma de uma gazela. Quando os deuses o descobriram e tentaram levá-lo de volta para Varanasi, Xiva saltou para o outro lado do rio, onde partiu em quatro pedaços um dos seus cornos. Depois disso Xiva passou a manifestar-se como Pashupati (Senhor dos Animais) num lingam de quatro faces (chaturmukha).

### Lenda da vaca
Certa vez o Senhor Xiva tomou a forma de um antílope e andou incógnito pela floresta na margem oriental do rio Bagmati. Mais tarde os deuses encontraram-no e apanharam-no segurando-o pelos cornos, forçando-o a retomar a sua forma divina. O corno partido foi adorado como um lingam mas depois foi enterrado e perdeu-se. Séculos mais tarde, um pastor ficou atónito ao dar com uma das suas vacas regando a terra com o seu leite. Depois de escavar bastante fundo, o pastor descobriu o lingam sagrado de Pashupatinath.
Uma lenda semelhante a esta envolve uma vaca que concedia desejos chamada Kamadhenu. Esta vaca tinha o seu abrigo numa caverna da montanha Chandravan e todas as manhãs descia até ao local onde o lingam estava enterrado e deitava o seu leite para o solo. Após dez mil anos, algumas pessoas viram Kamadhenu deitar leite para o chão todos os dias no mesmo sítio e começaram a interrogar-se o que seria aquilo. Por isso escavaram a terra e descobriram um belo lingam reluzente. Depois de terem olhado para ele fixamente, as pessoas desapareceram para dentro do lingam, libertando-se do pecado e do ciclo dos renascimentos. Com o passar do tempo cada vez mais pessoas desapareciam no lingam, o que motivou uma grande preocupação a Brama.

### Lenda de Sati (Shakti Peetha)

Porta ocidental do templo principal; ao centro vê-se a parte traseira da estátua do touro Nandi.

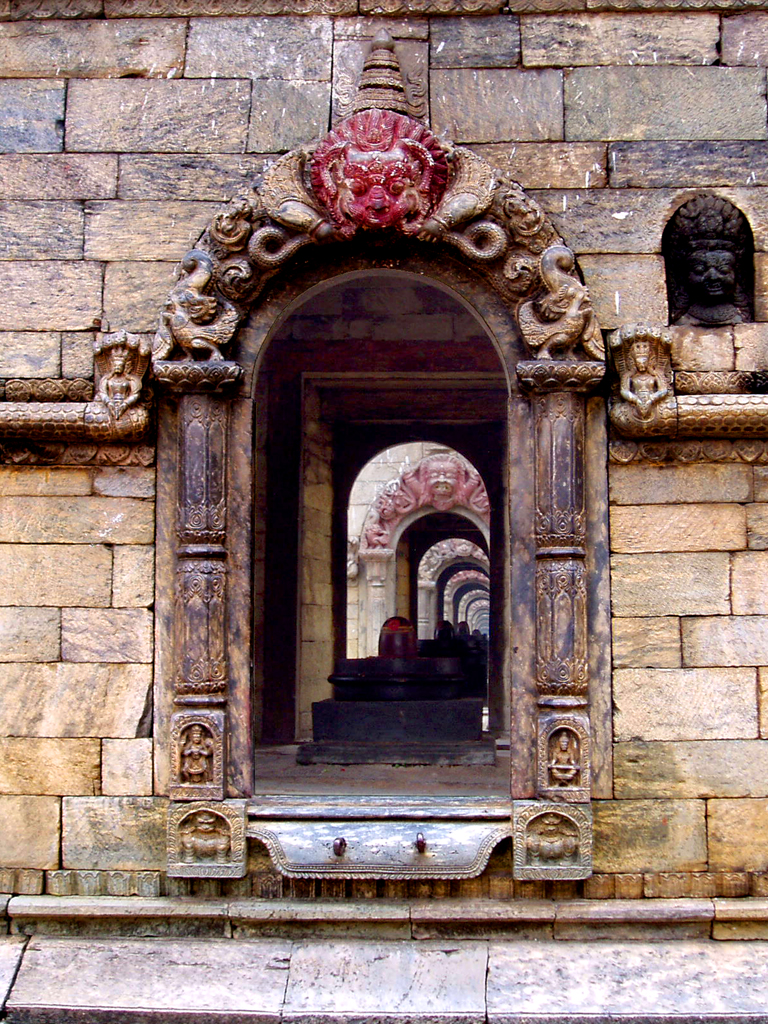
Outra entrada do templo principal; no interior são visíveis vários lingams.

Outra das histórias envolve a encarnação de Parvati como Sati, que renunciou à vida porque o seu pai Daksha não respeitava Xiva. Desolado por tê-la perdido, Xiva vagueou pelo mundo carregando o seu cadáver. Onde quer que partes do corpo de Sati caíram, foram construídos templos, incluindo o de Templo de Guhyeshvari, junto ao complexo de Pashupatinath.
O Shákti Peetha, o santuário divino da Deusa Mãe, situa-se perto do Templo de Pashupatinath. Diz-se qye o templo é a Shákti de Xiva no templo de Pashupatinath. O santuário, chamado Templo de Guhyeshvari, é um dos 51 Shakti Peethas mais importantes em toda a Ásia Meridional; situa-se perto do rio Bagmati.[carece de fontes?]

### Lenda do Linchchhavi
Segundo a Gopalraj Vamsavali, a crónica mais antiga do Nepal, o templo foi construído por Supuspa Deva, um rei Linchchhavi, que de acordo com a inscrição em pedra erigida por Jayadeva XI no pátio de Pashupatinath em 753 d.C., foi o governante 39 gerações antes de Manadeva (r. 464–505).

### Lenda de Devalaya
Outra crónica relata que o Templo de Pashupatinath tinha a forma de um Devalaya (templo hindu) antes de Supuspa Deva ter mandado construir o templo de cinco andares no mesmo local. Com o passar do tempo surgiu a necessidade de reparar e reanovar o templo. Sabe-se que o templo foi reconstruído por um rei medieval chamado Shivadeva (r. 1099–1126). Foi depois renovado por Ananta Malla, que acrescentou um telhado.

### Lenda de Vixnu, Buda, Parvati e da cidade de ouro
Na forma de Buda, Vixnu veio de Saurashtra (no nordeste da Índia) e meditou na montanha Mandihatu no meio de quatro fogos e com o sol como quinto fogo acima da sua cabeça. A meditação foi tão intensa que criou o rio Manimati. Buda também deleitou Parvati, que lhe apareceu na forma da deusa budista Vajrayogini e ofereceu a Buda uma dádiva. Buda desejava que sempre houvesse pessoas budistas na terra sagrada do vale de Catmandu. Parvati deu a dávida a Buda e disse que nessa terra santa do Nepal os devotos de Xiva e budistas iriam viver em harmonia. De seguida Parvati pediu a Buda que colocasse um ligam na confluência dos rios Bagmati e Manimati. E Buda estabeleceu então o Karunikeshvara ali.
Os deuses construíram um grande edifício de ouro para ficarem perto de Pashupatinath e chamaram-lhe Maheshvarepuri. A cidade de ouro e rubis foi chamada Pashupatipuri e no seu centro tinha o lingam de Pashupatinath brilhando intensamente. No fim do Dvapara Yuga, a cidade de ouro transformou-se em pedra, madeira e terra. No Kali Yuga, o lingam tinha-se enterrado fundo no solo e os deuses voltaram a viver nos seus céus.

## História

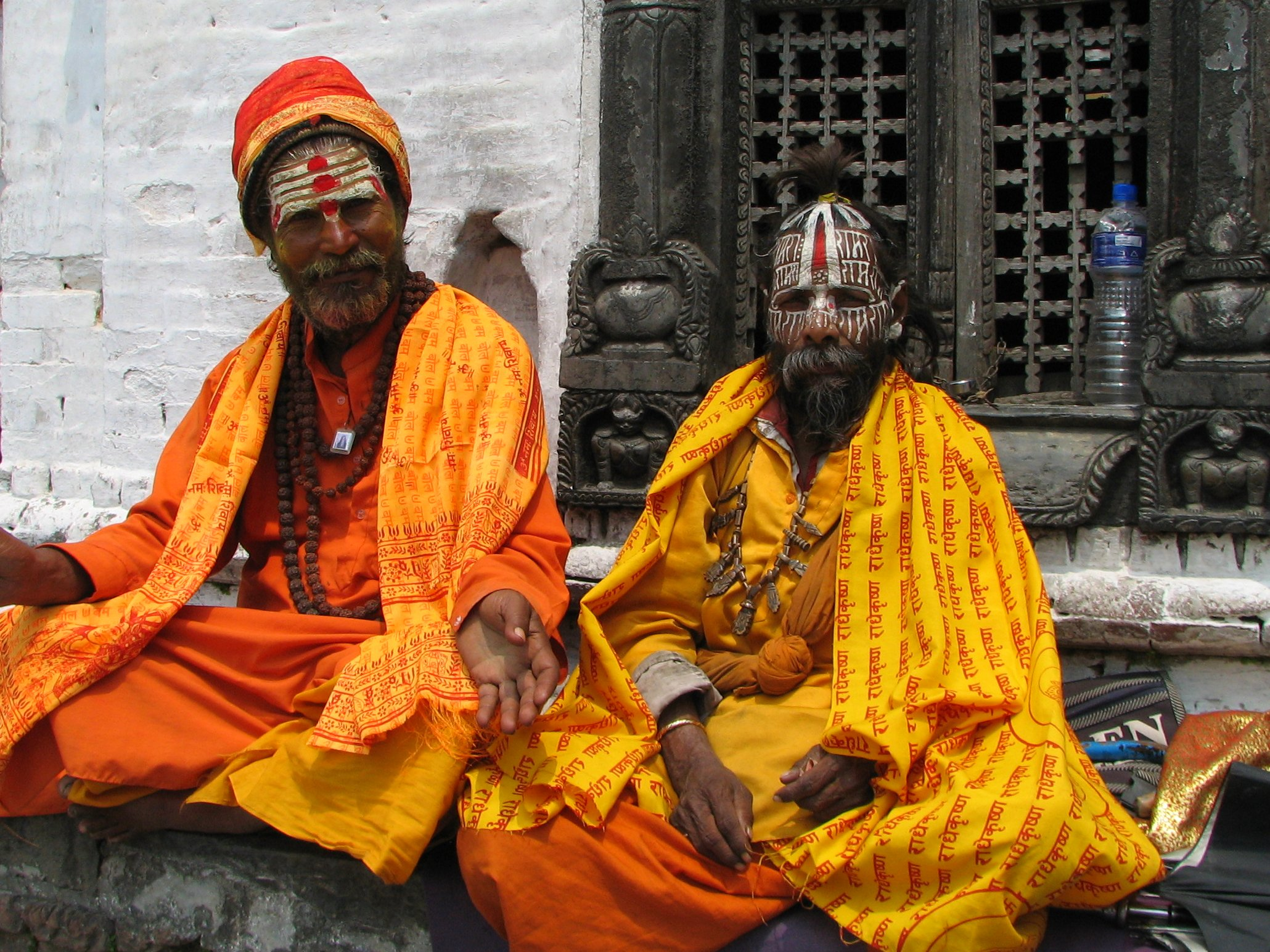
Sadhus em Pashupatinath

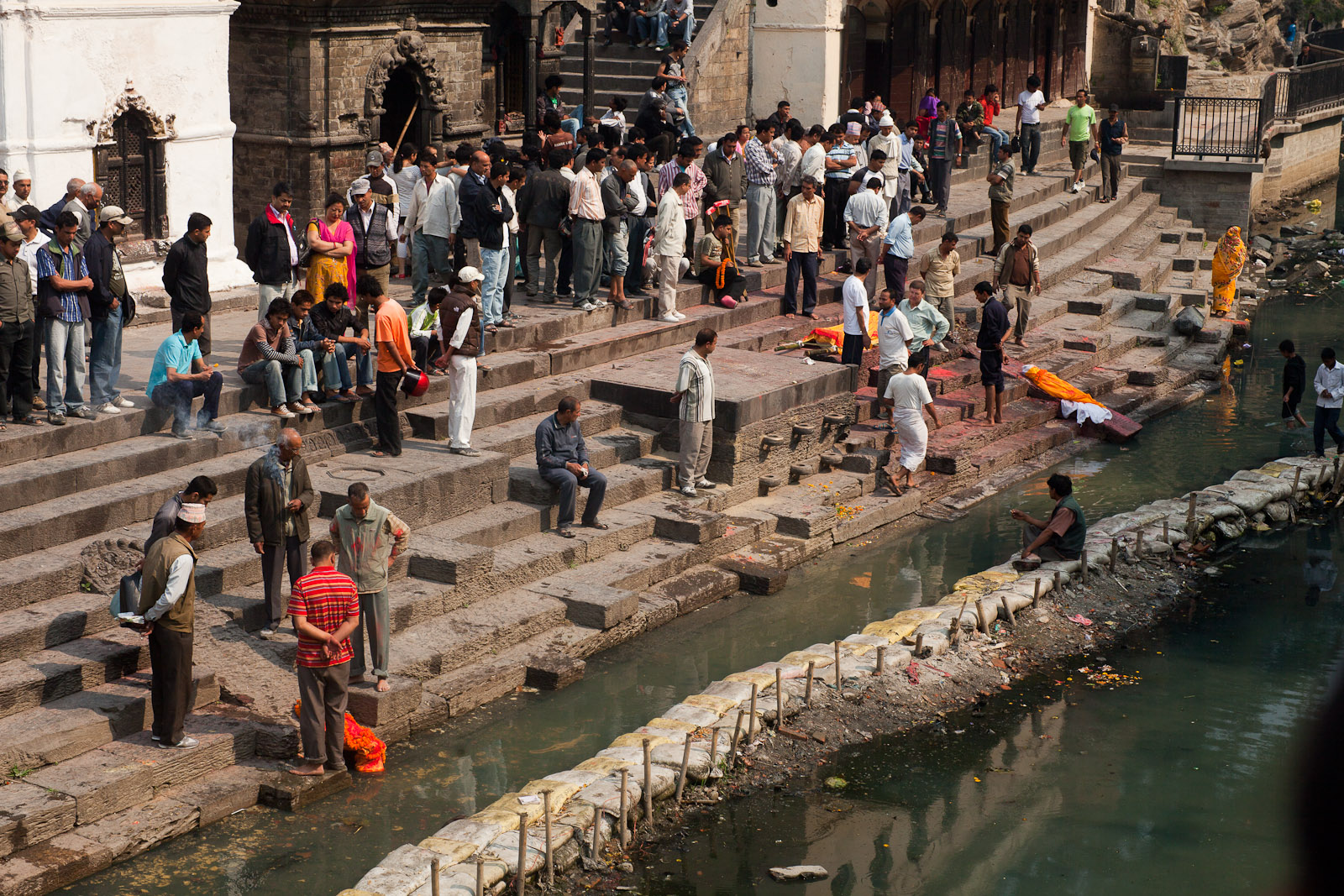
Funerais hindus nos ghats do Bagmati

Não se sabe ao certo quando Pashupatinath foi fundado. Segundo a tradição, foi construído pelo rei Pashupreksha da dinastia Somadeva, no século III a.C., mas os primeiros registos históricos datam do século XIII. É provável que a seita xivaíta Pashupata esteja relacionada com a fundação do templo. Pashupati foi uma divindade tutelar dos antigos governantes do vale de Catmandu. Em 605 d.C. Amshuvarman considerou-se favorecido por ter tocado nos pés do deus. No final da Idade Média já tinham sido construídas muitas imitações do templo, como uma em Bhaktapur (1480), outra em Lalitpur (Patan; 1566) e outra em Benares (início do século XIX). O templo original foi várias vezes destruído e reconstruído.
O edifício principal atual foi erigido em 1697 pelo rei Bhupalendra Malla (ou Bhupatindra) depois do anterior ter sido destruído por térmitas. Em volta deste edifício de dois andares há inúmeros templos mais pequenos. Estes incluem o complexo de templos vixnuítas com um templo Ram do século XIV e o Templo de Guhyeshwari que é mencionado num manuscrito do século XI.[carece de fontes?]
Os sacerdotes que dirigem o culto neste templo são brâmanes Bhatt originários de Karnataka, no sul da Índia, desde há 350 anos. Os sacerdotes de Pashupatinath são chamados Bhattas e o seu líder é chamado Mool Bhatt ou Raval. No tempo da monarquia, este respondia apenas ao rei do Nepal, a quem reportava periodicamente.[carece de fontes?]
Também foi dado lugar aos brâmanes Nambudiri de Querala para praticarem os rituais. O marajá de Travancore selecionou um sacerdote e enviou-o para Pashupatinath. Esta tradição terá sido iniciada a pedido de Adi Shankaracharya, que procurava unificar os diferentes estados de Bharatam (Grande Índia) através do fomento dos intercâmbios culturais.[carece de fontes?]
Uma característica única do templo é que só quatro sacerdotes podem tocar na divindade. Supõe-se que esta tradição foi iniciada Shankaracharya no século VIII, alegadamente para acabar com os sacrifícios humanos que eram comuns no templo. Esta tradição é também seguida noutros templos por toda a Índia que foram santificados por Adi Shankaracharya. Os reis Malla honraram o pedido de Adi Shankaracharya, pois este era considerado um dos maiores acharyas hindus de sempre.[carece de fontes?]

## Arquitetura

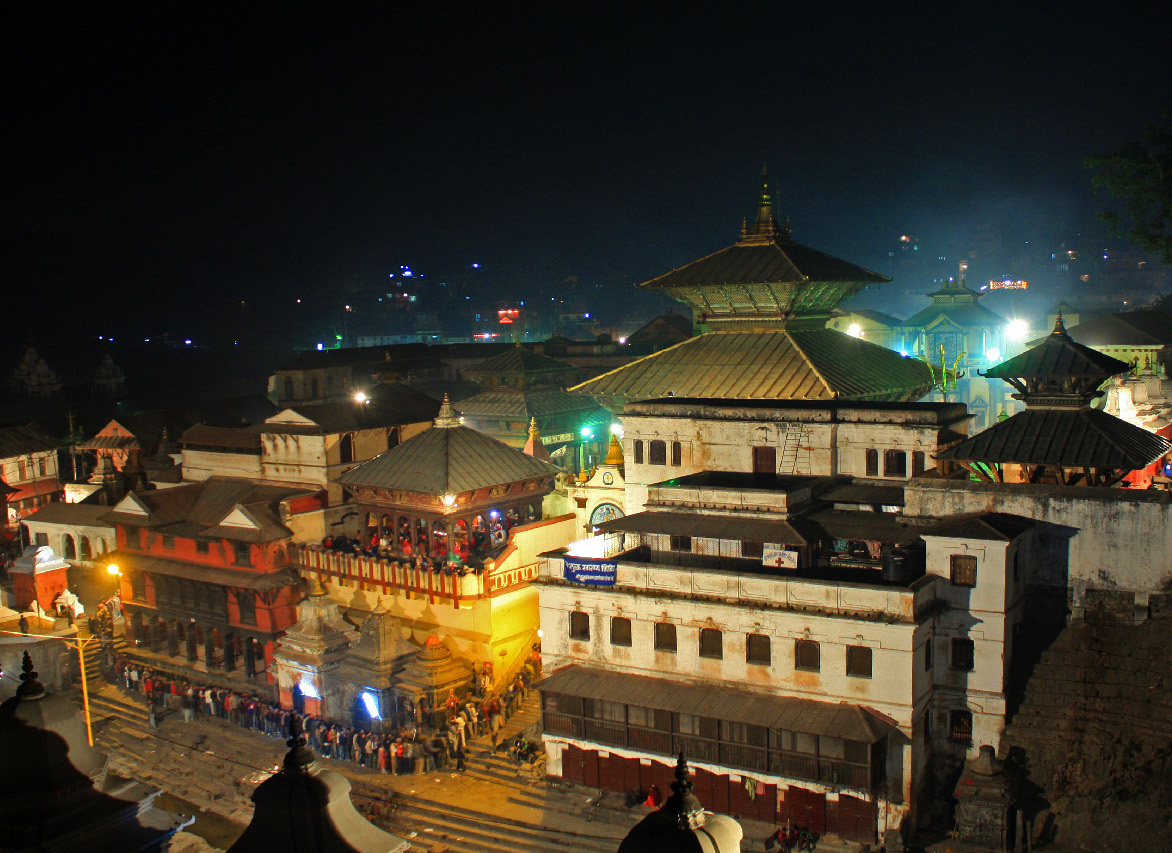
Vista noturna do templo principal durante o Maha Shivaratri, o principal festival celebrado em Pashupatinath

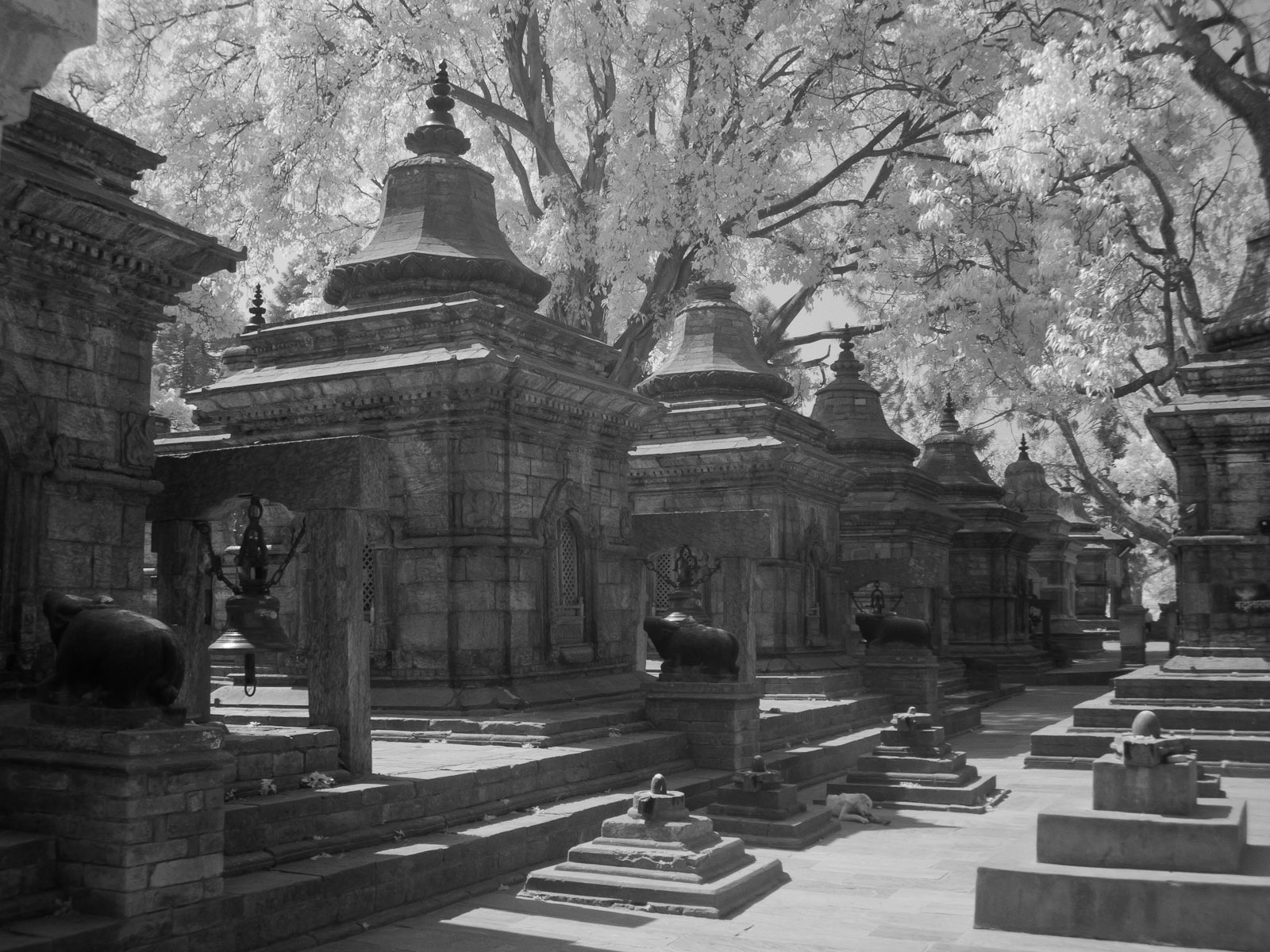
Pequenos santuários de Xiva na margem esquerda (oriental) do Bagmati, oposta ao templo principal

O complexo de Pashupatinath encontra-se no centro da cidade suburbana de Deopatan. O templo principal, Pashupatinath propriamente dito, ergue-se no meio de um pátio aberto. Trata-se de um pagode quadrado, com dois tetos, com 23,6 metros de altura, construído sobre um plinto com um só nível. Todas as características do estilo dito pagode nepalês encontram em Pashupatinath. O edifício é constituído por construções cúbicas assentes em traves de madeira finamente esculpidas (tundal) com relevos em madeira representando membros da família de Xiva, como Parvati, Ganexa, Kumar e as Yoginis, além de Hanuman, Rama, Sita, Lakshmana e outros deuses e deusas do Ramaiana. Estas estruturas que suportam os telhados datam do final do século XVII. Os tetos são de cobre coberto a ouro e o superior  é encimado por um pináculo de ouro (Gajur), o qual é um símbolo de pensamento religioso.
Em cada um dos lados tem portas ricamente decoradas, chapeadas a ouro e prata. Em cada um dos lados de cada porta há nichos de vários tamanhos, que contêm imagens pintadas a ouro de divindades guardiãs. A porta ocidental tem uma grande estátua do touro Nandi folheada a bronze. Dentro do templo há um ambulatório estreito em volta do sacrário. Este contém um lingam de pedra negra com 1,8 metros e de perímetro, com quatro faces (chaturmukha), com representações de Pashupati e imagens de Vixnu, Surya, Devi e Ganexa.
No amplo complexo de Pashupatinath há muitos mais templos, santuários e estátuas, alguns deles antigos e importantes. A sul do templo principal, por exemplo, encontra-se Chadeshvar, um lingam com inscrições do período Licchavi, datado do século VII. A norte há um templo de Brama  do século IX. No lado sul encontra-se a Dharmashila, uma pedra onde são prestados juramentos sagrados e onde há estátuas de vários reis Shah.
No canto nordeste do pátio do templo ergue-se o pequeno templo pagode de Vasuki, o rei dos Nagas. Vasuki tem a forma de uma naga (a serpente mística) da cintura para cima, enquanto que a parte de baixo é composta por um emaranhado de corpos de serpentes. Segundo a crença local, Vasuki passou a residir ali para proteger Pashupati. É comum verem-se devotos a andar à volta e a venerar Vasuki antes de entrarem no santuário principal.
O rio Bagmati, que atravessa o complexo e corre junto ao templo principal, tem propriedades altamente sagradas. Nas margens há muitos ghats (locais para banhos e cremações) para uso dos peregrinos. A renovação destes locais sempre foi vista como meritória. O Arya Ghat, datado no início dos anos 1900, tem uma importância especial porque é o único sítio onde pode ser obtida a água lustral para o templo de Pashupatinath e é onde os membros da família real eram cremados. O principal local de cremação é o Bhasmeshvar Ghat, o mais usado do vale de Catmandu. O local preferido pelas mulheres para tomarem banho é o Gauri Ghat, situado a norte. Na margem esquerda do Bagmati, oposta ao templo principal, há 18 santuários votivos, os Pandra Shivalaya, construídos para guardarem lingas em memória dos mortos entre 1859 e 1869.
No complexo funciona um asilo de idosos das Missionárias da Caridade, a congregação católica fundada pela Madre Teresa de Calcutá.